# Lộc Thị Đào
Lộc Thị Đào (sinh 1993), quê ở thôn Riễu, xã Dương Hưu, huyện Sơn Động, tỉnh Bắc Giang, là một nữ vận động viên Việt Nam môn bắn cung.

## Quá trình thi đấu
Lộc Thị Đào theo nghiệp bắn cung từ năm 15 tuổi, hiện là vận động viên thuộc Đoàn Hà Nội.
Khi còn nhỏ, Đào thích chơi bóng chuyền rồi chuyển sang tập bóng rổ, được chọn vào đội tuyển của trường tham gia thi đấu giải bóng rổ cấp tỉnh. Năm 2007, cô cùng đội Bắc Giang giành huy chương vàng Hội khỏe Phù Đổng toàn quốc. Sau đó, Đào được tuyển mộ đến đội bóng rổ nữ trẻ Hà Nội, nhưng đến nơi thì đội giải tán do bị ngừng đầu tư, nên cuối cùng cô quyết định học môn bắn cung.
Năm 2017, ở Thái Lan, Lộc Thị Đào đánh bại cung thủ Đài Loan Lâm Thi Gia để cùng đồng đội giành được chức vô địch Cúp bắn cung châu Á.
Tháng 8 năm 2019, Lộc Thị Đào thuộc biên chế đoàn Hà Nội tham dự Giải vô địch bắn cung các đội mạnh quốc gia, giành 6 huy chương vàng, 2 huy chương bạc, 2 huy chương đồng.
Tháng 12 năm 2019, tại SEA Games 30, Lộc Thị Đào cùng đội tuyển cung thủ Việt Nam giành 3 Huy chương Vàng (HCV) ở 3 nội dung: Cá nhân cung 1 dây nữ, đồng đội nữ cung 1 dây, đôi nam nữ cung 1 dây chỉ trong một ngày.